# نیمه‌شب (فیلم ۲۰۲۱)
نیمه‌شب (کره‌ای: 미드나이트؛ انگلیسی: Midnight) یک فیلم دلهره‌آور روان‌شناختی سال ۲۰۲۱ کره جنوبی به نویسندگی و کارگردانی کوان اوه سونگ است. در این فیلم جین کی جو، وی ها جون و کیم هه-یون بازی کردند و داستان تعقیب و گریز خطرناک میان یک قاتل روان پریش و دختری ناشنوا را روایت می‌کند. این فیلم قرار بود که در سال ۲۰۲۰ منتشر شود اما به خاطر دنیاگیری کووید-۱۹ به تعویق افتاد. این فیلم در نهایت در ۳۰ ژوئن ۲۰۲۱ به صورت همزمان در سینماها و از طریق رسانه جاری تیوینگ منتشر شد. نیمه‌شب همچنین از ۱۸ سپتامبر ۲۰۲۱ در آی‌چی‌یی قابل دسترسی است.

## بازیگران
- جین کی جو در نقش کیم کیونگ می، دختر ناشنوا که در یک مرکز تماس به عنوان مشاور زبان اشاره کار می‌کند.[۵]
- وی ها جون در نقش دو شیک، یک قاتل سریالی، که شبانه به مردان و زنان حمله می‌کند.
- کیم هه-یون در نقش چوی سو جونگ، خواهر کوچکتر جونگ تاک[۸]
- پارک هون در نقش جونگ تاک، برادر چوی سو جونگ
- گیل هه-یون در نقش مادر کیونگ می[۹]
- کانگ این سو در نقش کارمند مرد یک ۱
- نو سو مین در نقش زوج، مرد
- نا اون سم در نقش زوج، زن
- لی جه سوک در نقش کارمند زن
- پارک جی هون
- سونگ یو-هیون در نقش رئیس بخش

### حضور ویژه
- به اون وو در نقش پلیس
- کوان یونگ مین
- جونگ وو چانگ در نقش پلیس ۲